# Disosebaethe pona
Disosebaethe pona is een keversoort uit de familie bladkevers (Chrysomelidae). De wetenschappelijke naam van de soort werd in 1994 gepubliceerd door Zhang.